# Philippe Descola
Philippe Descola (Parigi, 19 giugno 1949) è un antropologo francese.
È titolare della cattedra che fu di Claude Lévi-Strauss al Collège de France dove insegna antropologia della natura. È poi direttore del prestigioso dipartimento LAS - Laboratorio di Antropologia Sociale di Parigi fondato dallo stesso Lévi-Strauss.
Ha studiato filosofia alla Scuola Normale Superiore di Saint-Cloud per poi formarsi in Etnologia. Ha ottenuto il dottorato di Ricerca con Lévi-Strauss con una tesi sulle relazioni con l'ambiente da parte delle tribù Jivaros-Achuar dell'Amazzonia. Proprio sull'Amazzonia si concentrano oggi i suoi studi antropologici.